# Tatiana Ioumacheva
Tatiana Borissovna Ioumacheva (en russe : Татьяна Борисовна Юмашева), ex-Diatchenko (en russe : Дьяченко), née Eltsina (en russe : Ельцина) le 17 janvier 1960, à Sverdlovsk (Iekaterinbourg, Oural), est la fille de l'ancien président de la fédération de Russie Boris Eltsine.

## Biographie
Tatiana Diatchenko poursuit des études secondaires dans une école de mathématique et de physique. De 1977 à 1983, elle suit un cursus à l’université d'État de Moscou, à la faculté de mathématique et de cybernétique.
En 1996, elle prend en main la stratégie de communication du candidat Eltsine lors de l'élection présidentielle russe de 1996.
Jusqu'en 1994, elle travaille dans un bureau d'études secret, Saliout, spécialisé dans l'ingénierie aérospatiale. C'est là qu'elle y rencontre son futur mari, Youri Diatchenko.
Dès début 1996, avec la campagne présidentielle, à 2000, elle est la conseillère officielle de son père. Il l'aurait choisie pour sa confiance, il fut peut-être inspiré de l'exemple français de Claude Chirac (régulièrement comparée avec Diatchenko), la fille-conseillère de Jacques Chirac. Tatiana Diatchenko est surnommée dans les médias « La princesse du Kremlin » et aurait eu un grand pouvoir décisionnel et une influence considérable auprès du président, souffrant,,. Elle joue un rôle important dans la transmission du pouvoir de son père à Vladimir Poutine.
En mars 1999, elle est accusée par un opposant communiste d'avoir détourné 235 millions de dollars issus d'une aide du FMI, qu'elle aurait versés sur le compte d'une société australienne qu'elle détient à 25 %. Son nom apparaît également dans l'affaire Mabetex.
En 2010, elle démarre la rédaction d'un blog qui révèle les dessous du Kremlin lors de la présidence de son père. Elle y dénonce par exemple le maire de Moscou, Iouri Loujkov, pour avoir ourdi un complot contre son père en 1994. Elle y rappelle également que Vladimir Poutine n'est que le produit de la volonté de son père.

## Vie privée
Elle est mariée au journaliste russe Valentin Ioumachev (en) depuis 2002.
Mariée, elle a deux fils : Boris (1981) et Gleb (1995). Son premier fils, Boris, est né de père inconnu pendant qu'elle était encore à l'université.